# Chris Remo
Chris Remo, född 10 september 1984 i San Francisco, är en amerikansk spelkompositör, speldesigner och spelmanusförfattare som är känd för sitt arbete med The Cave och Gone Home. Remo började sin karriär som speljournalist för Adventure Gamers innan han 2004 var med om att grunda hemsidan Idle Thumbs. Han fortsatte att skriva för bland annat Shacknews och Gamasutra samt att han sent under 2008 var med om att grunda Idle Thumbs poddradio. 2010 lämnade Remo Gamasutra för att istället börja arbeta för Irrational Games innan han började arbeta för Double Fine Productions. 2013 samarbetade Remo med en före detta medlem av Idle Thumbs, Steve Gaynor, för att skapa soundtracket åt Gone Home, vilket var debutspelet från Gaynors företag The Fullbright Company.